# Вовківське (Одеський район)
Вовкі́вське — село Доброславської селищної громади Одеського району Одеської області в Україні. Населення становить 674  осіб.Засновник Волков Іван Федорович

## Історія
1 лютого 1945 р. перейменували село Ейгенфельд Вовківської сільради на Вовківське.

## Населення
Згідно з переписом УРСР 1989 року чисельність наявного населення села становила 588 осіб, з яких 275 чоловіків та 313 жінок.
За переписом населення України 2001 року в селі мешкало 620 осіб.

### Мова
Розподіл населення за рідною мовою за даними перепису 2001 року:
| Мова       | Чисельність | Відсоток |
| ---------- | ----------- | -------- |
| українська | 570         | 91,94%   |
| російська  | 36          | 5,81%    |
| румунська  | 8           | 1,29%    |
| білоруська | 4           | 0,64%    |
| гагаузька  | 1           | 0,16%    |
| інші       | 1           | 0,16 %   |
| Усього     | 620         | 100%     |